# Den kyske dronning
Den kyske dronning er en folkebog fra middelalderen.